# Liste des monuments historiques nationaux de la province de Neuquén
Cet article recense les monuments historiques de la province de Neuquén, en Argentine.

## Liste
| Monument                                                        | Commune                 | Adresse | Coordonnées    | Loi            | Notice | Catégorie           | Date | Illustration                          |
| --------------------------------------------------------------- | ----------------------- | --- | -------------- | -------------- | ------ | ------------------- | ---- | ------------------------------------- |
| Combat de Pulmari                                               | Aluminé                 | Sur del arroyo Pulmari | à géolocaliser | Décret no 8729 | 772    | Lieu historique     |      | Image manquante Téléverser            |
| Fortin de la IVe Division                                       | Chos Malal              | | à géolocaliser | Décret no 8729 | 773    | Lieu historique     |      | Image manquante Téléverser            |
| 10e régiment d'infanterie de montagne                           | Covunco                 | | à géolocaliser | Loi no 26312   | 774    | Monument historique |      | 10e régiment d'infanterie de montagne |
| Combat de Chimihuin                                             | Huilliches              | Margen izquierda del Río Chimehuin | à géolocaliser | Décret no 8729 | 775    | Lieu historique     |      | Image manquante Téléverser            |
| Combat de La Trinchera                                          | Huilliches              | Confluencia del Río Limay y el arroyo Picum-Leufú | à géolocaliser | Décret no 8729 | 776    | Lieu historique     |      | Image manquante Téléverser            |
| Fortin Huichu Lauquen                                           | Huilliches              | | à géolocaliser | Décret no 8729 | 777    | Lieu historique     |      | Image manquante Téléverser            |
| Fortin Mamuy Malal                                              | Huilliches              | | à géolocaliser | Décret no 8729 | 778    | Lieu historique     |      | Image manquante Téléverser            |
| Junín de los Andes                                              | Junín de los Andes      | | à géolocaliser | Décret no 8729 | 779    | Lieu historique     |      | Image manquante Téléverser            |
| Fortin Chacabuco                                                | Los Lagos               | En las cercanías del arroyo Chacabuco, a pocos kilómetros al Este del Río Limay, en las proximidades del Lago Nahuel Huapi en el Parque Nacional del mismo nombre.                                                                                              | à géolocaliser | Décret no 8729 | 780    | Lieu historique     |      | Image manquante Téléverser            |
| Fortin Guanacos                                                 | Minas                   | En las proximidades del Río Trocomán. Margen izquierda del arroyo Guanaco o Arileo. | à géolocaliser | Décret no 8729 | 781    | Lieu historique     |      | Image manquante Téléverser            |
| Tertre de l'artillerie                                          | Ñorquin                 | Corral de Piedra | à géolocaliser | Décret no 8729 | 782    | Lieu historique     |      | Image manquante Téléverser            |
| Mission jésuite Nahuel Huapi                                    | Península de Huemul     | Orillas del Lago Nahuel Huapi | à géolocaliser | Décret no 8729 | 783    | Lieu historique     |      | Image manquante Téléverser            |
| Réserve paléontologique et écologique de la province de Neuquén | Picún Leufú             | Zona delimitada al norte por la intersección de la Ruta nac 237 y el acceso a la Villa y represa de El Chocón, al sur por la intersección de dicha ruta y el acceso a la localidad de Picún Leufú, al este por la linea de costa del márgen neuquino del Lago E | à géolocaliser | Loi no 24897   | 784    | Site archéologique  |      | Image manquante Téléverser            |
| San Martín de los Andes                                         | San Martín de los Andes | | à géolocaliser | Décret no 8729 | 785    | Lieu historique     |      | Image manquante Téléverser            |